# تاريخ نظام البراهمين الغذائي
النباتيَّةُ جزءٌ مكمّلٌ لِمعظم المدارس الهندوسيَّة، على الرغم مِنْ تبدُّل الكثير مِنَ الممارسات والمعتقدات المختلفة عبر الزمن. تشيرُ بعضُ التقديرات إلى أنَّ ثمانين إلى تسعين بالمئة مِنَ الهندوسيّين نباتيّون، غير أنَّ معظم الاستطلاعات، وبما فيها استطلاع قام به مكتبُ المسجّل العامّ ومفوّض التعداد في الهند، أظهرَتْ أنَّ ستّين إلى سبعين بالمئة مِنَ الهنود، أو حتَّى أكثر، غير نباتيّين. بما أنَّ الهندوسيّين يشكّلون حوالي ثمانين بالمئة مِنْ سكّان الهند، إذا استندنا على الاستطلاعات السابقة، وبما فيها الاستطلاع مِنَ المصدر الحكوميّ الرسميّ، فمِنْ غير المحتمل رياضيًّا أنَّ ثمانين إلى تسعين بالمئة مِنَ الهندوسيّين نباتيّون. لا تتَّبعُ معظمُ الطوائف الهندوسيَّة النباتيَّةَ. لعبَتْ العادات والأعراف الغذائيَّة أدوارًا في تشكيل، وتطوُّر، وتقدُّم النظام الطبقيّ الهنديّ.

## العادات الغذائيَّة في النصوص الهندوسيَّة

### الفيدا
تعودُ النصوصُ الهندوسيَّة الأولى إلى الفترة الڤيديَّة التي دامَتْ حتَّى العام 500 قبل الميلاد وفقًا للتقسيم الزمنيّ مِنَ المؤرّخين العصريّين، أي إلى الديانة الڤيديَّة التاريخيَّة من الهندوسيَّة.

### النصوص اللاحقة
تحرِّمُ العديدُ مِنَ النصوص ذات الصفة الآمرة العنفَ ضدَّ الحيوانات الأليفة، إلّا في حالة مراسم التضحية. تظهرُ وجهةُ النظر هذه بِوضوح في (المهابهارتا) (3.199.11-12؛ 13.115؛ 13.116.26؛ 13.148.17)، و(البهاڠاڤاد بورانا) (11.5.13-14)، و(الشاندوجيا أوبانيشاد) (8.15.1). على سبيل المثال، يشيرُ العديدُ مِنَ الهندوسيّين إلى حكمةٍ في (المهابهارتا): «اللاعنف هو الواجب الأسمى والتعليم الأسمى»، دفاعًا عن النباتيَّة. كما يظهرُ هذا الرأي في «قوانين (مانو)» (5.27-44)، كتاب قانون هندوسيّ مشهور (دهارما شاسترا). تدينُ هذه النصوص بِشدَّة ذبح الحيوانات، وأكل اللحوم.

## البراهمين الأوائل في شرق الهند
بعض البراهمين (أي طبقة رجال الدين) في شرق الهند، وشمالها لم يكونوا نباتيّين خلال فترة (السوترا).

## البوذيَّة والجاينيَّة
ابتداءً مِنْ بعض القرون الأخيرة قبل الميلاد، ساهمَتْ البوذيَّة والجاينيَّة بشكل كبيرٍ في تعزيز الاعتقاد بأنَّ اللاعنف قيمةٌ ساميةٌ، ما زاد مِنَ العدائيَّة تجاه ذبح الحيوانات.

## آراء الممارسين حول نباتيَّة البراهمين

### اللا تأثير
على عكس الآراء المشهورة التي ينشرُها علماءُ الاجتماع، وعلماءُ دراسات جنوب آسيا غير الممارسين الغربيّون والهنود، مفهوم نباتيَّة البراهمين ليسَ نتيجةً مباشرةً لِتأُثير البوذيَّة، والجاينيَّة. لمْ تستطعْ البوذيَّة نفسُها التأثير على أتباعِها للالتزام بِفكرة الأهيمسا أي اللاعنف؛ فمعظم البوذيّين مِنْ وقت بوذا حتَّى اليوم يأكلون اللحوم. يُفسِّر مذهبُ التيرافادا البوذيّ وجبةَ بوذا الأخيرة التي قدَّمها كوندا على أنَّها لحم خنزير، ولا يمارَسُ عليها وصمةً، ولا تُعتبرُانتهاكًا لمبدأ الأهيمسا. النباتيَّة البوذيَّة مفهومٌ نادرٌ في البلاد البوذيَّة مثل ميانمار وتايلاند، حتَّى أنَّ الزعيم البوذيّ الأكثر شهرةً، الإمبراطور أشوكا، لم يمنعْ كلّيًّا قتل الحيوانات والطيور. عوضًا عن ذلك، سمحَتْ سياسات رعاية الحيوان في عصر أشوكا بِقتل أجناس الحيوانات التي يمكنُ أكلها، ومنعَتْ مراسم التضحية بالحيوانات بافتراضها إسرافًا. لمْ تكنْ النباتيَّةُ أبدًا مبدأً يتمسَّكُ به البوذيّون قطعًا، ولمْ تمارَس أي وصمة اجتماعيَّة على البوذيّين الذين يأكلون اللحم في الهند، بلد منشأ النباتيَّة. هذا واضحٌ منطقيًّا مِنْ حقيقة أنَّ الزهد في الجاينيَّة، والذي يشمل النوعَ الأكثر صرامةً مِنَ النباتيَّة، يسبقُ ولادة بوذا بكثير، ومِنَ الواضح أنَّه لمْ يؤثّرْ على عادات أكل بوذا بعد تنويره. استمرَّ بوذا والبوذيّون بأكل اللحوم طالما كانوا متأكّدين أنَّ الحيوان لمْ يُقتلْ خصّيصًا لإطعام أفراد البخشيَّة أي رهبان البوذيَّة.
النباتيَّة صائبةٌ إجمالًا بالنسبة إلى براهمين البانشا درافيدا، مثل براهمين، آير، وإينغار، و(نامبوديري) و(تيلوغو) مِنْ كلّ الطوائف الفرعيَّة، و(كانادا)، و(ماهاراشتا)، و(غوجارات)، و(راجستان)، ولكنَّ النباتيَّة غير صائبة إجمالًا بالنسبة إلى (براهمين البانشا جودا) في شمال الهند، وشرقها. مِنَ المعروف جيّدًا أنَّ (البراهمين) في (بنغال) و(أوريا) يأكلون اللحوم. عادةً ما يكون (البراهمين) في نهر (الغانج)، ونهر جمنة غرب (بنغال) نباتيّين، ولكن يوجد استثناءات. يقال أنّ (براهمين الكشميريّ) يأكلون اللحوم.

### التأثير الأعظم
يُعدُّ (يوغا سوترا) مِنْ (باتانجالي) التأثيرَ الأعظم على نظام (براهمين) الغذائيّ حتّى الآن، والذي فسَّر نظريَّة (راجا يوغا) وتطبيقها. بينما كانَ هناك مدارس (يوغا) أخرى، كسبَتْ (راجا يوغا) الأهميَّة الكبرى، لأنَّها تسمحُ للممارسِ أنْ يبقى ربَّ منزلٍ، وأنْ يتخطَّى مراحل (اليوغا) الثمانية (أشتانغا يوغا). على الرغم مِنْ أنَّ (الأهيمسا)، ضمن غيرها، ذُكرَتْ كجزءٍ من (ياما)، الخطوة الأولى من (أشتانغا يوغا باداتي)، تُعتبَرُ عادةً امتناعًا عَن العداوة ضدَّ أي كائن حيّ، كوسيلة لتحقيق سكينة البال. لَمْ تُعتبَرْ (الأهيمسا) أبدًا غايةً بِحدّ ذاتها، ولمْ تكنْ حتمًا قيدًا أخلاقيًّا عند (الجاينيّين). يُنظَر إلى قتل الحشرات، والحيوانات الخطيرة، وأعداء الأمَّة كأعمال صالحة، بِعكس فلسفة عدم التدخُّل عند الجاينيّين. تبنَّتْ الجماهير العامَّة فلسفات البوذيَّة، والجاينيَّة، و(فيدانتا) بشكلٍ متبادلٍ في ثقافةٍ دمجَتْ الديانة الجاينيَّة، وألَّهَتْ بوذا بين مجموع آلهة الهندوسيّين.

### الأكل يحملُ جونا (السِمات)
جلبَ انتشارُ (راجا يوغا) معه مفاهيمَ النقاء الروحانيّ لأشكال متنوّعة مِنَ الأكل، وأهمّيَّتَها في حياة الممارسين. تُصنَّف الأكلاتُ المختلفةُ ضمن صفوف (جونا)، أي السِمات التي تؤثّر على التقدّم الروحانيّ للممارِس. بناءً عليه، يُصنَّف الأكلُ بين (ساتـڤا) أي الطيبة، والتأسيس، والتناغم، و(راجا) أي الشغف، والنشاط، والاضطراب، و(تاما) أي الظلام، والدمار، والضجَّة؛ يستندُ هذا التصنيفُ على تأثير الأكل الملحوظ على التقدُّم الروحانيّ. يعتمدُ نظام (ساتـڤا) الغذائيّ على الأكل في (الأيورفيدا) وأدب (اليوغا)، والذي يملك سِمات (ساتـڤا) (جونا). في طريقة التصنيف الغذائيّ هذه، يُعتبَرُ الأكلُ الذي يضرُّ بالفكر أو الجسد ضمن صفّ (تاما)، بينما الأكل الذي ليس إيجابيًّا أو سلبيًّا فيُعتبر ضمن صفّ (راجا). على نظام (ساتـڤا) الغذائيّ أن يشملَ عادات الأكل «النقيَّة، والأساسيَّة، والطبيعيَّة، والضروريَّة، والحاملة للطاقة، والنظيفة، والواعية، والحقيقيَّة، والصادقة، والحكيمة». يركّزُ نظام (ساتـڤا) الغذائيّ على الأكل الموسميّ، والفاكهة، ومنتجات الألبان، والجوز، والبذور، والخضار الناضجة، والبقوليَّات، والحبوب الكاملة، والبروتينات خارج اللحوم. بعض اقتراحات نظام (ساتـڤا) الغذائيّ، كالتركيز النسبيّ على منتجات الألبان، مثيرةٌ للجدل. في بعض الأحيان، يشار إلى نظام (ساتـڤا) الغذائيّ في الأدب العصريّ كنظام (يوغا) الغذائيّ. في أدب (يوغا)، خلال العصور القديمة والوسطى، دار النقاش حول (الميتاهارا)، والذي يعني حرفيًّا «الاعتدال في الأكل».
بما أنَّ (البراهمين) مفروضٌ عليهم اتّباع نمط حياة يؤمّنُ تقدّمَهم الروحانيّ، وتقدّم المجتمع الروحانيّ، تبنّوا نظام (ساتـڤا) الغذائيّ. يُسمحُ لأفراد (الكشاتريا)، والآخرين الذين يحتاجون إلى الانخراط جسديًّا وعقليًّا في شؤون العالم بِعدم اتّباع نظام (ساتـڤا) الغذائيّ، على الرغم من أنّهم يستطيعون اختيار أن يكونوا نباتيّين. على سبيل المثال، اختار (ڤـيشـڤـا ميرترا)، فردٌ مِنَ (الكشاتريا) آكلٌ للّحوم، أنْ يتقشَّفَ طامحًا في أنْ يصيرَ (برهمرشي)، في حين أنَّ (باراسوراما)، وهو برهميّ، بقي منخرطًا بشدَّة في حربه ضدّ (الكشاتريا).

### الأبحاث الحديثة التي تشير إلى الأصول السابقة للسمنيَّة
في حين أنَّ (يوغا سوترا) مِنْ (باتانجالي) يعود إلى فترة تتراوح بين 500 ق.م و400 ق.م، لمْ يكنْ (باتانجالي) مؤسّسَ مدرسة (اليوغا) في الفلسفة. عوضًا عن ذلك، ارتكزَ (باتانجالي) على نصوص (فيدانتا) الأدبيَّة مثل (الأوبانيشاد) وفلسفة (سامخيا) ذي الجذور الڤيديَّة. إنَّ تأثيرَ (سامخيا) على (يوغا سوترا) عظيمٌ جدًّا لدرجة أنَّ بعض الطلّاب فضَّلوا ألّا يفصلوا (اليوغا) عنْ (سامخيا)، بل اعتبروا (اليوغا) شكلًا آخر مِنْ (سامخيا). أعادَتْ دراسات جديدة جذور (سامخيا) إلى جِوار 1500 ق.م. ملاحظين تأثيرَها على المدارس البوذيَّة، ومدارس (اليوغا) في الفلسفة الهنديَّة.